# Eloceria delecta
Eloceria delecta là một loài ruồi trong họ Tachinidae.